# Oxana Jewgenjewna Rachmatulina
Oxana Jewgenjewna Rachmatulina (russisch Оксана Евгеньевна Рахматулина, engl. Transkription Oksana Rakhmatulina; * 7. Dezember 1976 in Alma-Ata, Sowjetunion) ist eine ehemalige russische Basketballspielerin.
Bei den Olympischen Sommerspielen 2004 und 2008 gehörte Rachmatulina dem russischen Kader an und gewann jeweils die Bronzemedaille.
Mit der Russischen Nationalmannschaft wurde sie 2003 und 2007 Europameisterin; daneben gewann sie Silber bei der Weltmeisterschaft 2006.